# Euphorbia fortissima
Euphorbia fortissima är en törelväxtart som beskrevs av Leslie Larry Charles Leach. Euphorbia fortissima ingår i släktet törlar, och familjen törelväxter. Inga underarter finns listade i Catalogue of Life.